# 둔스타누스

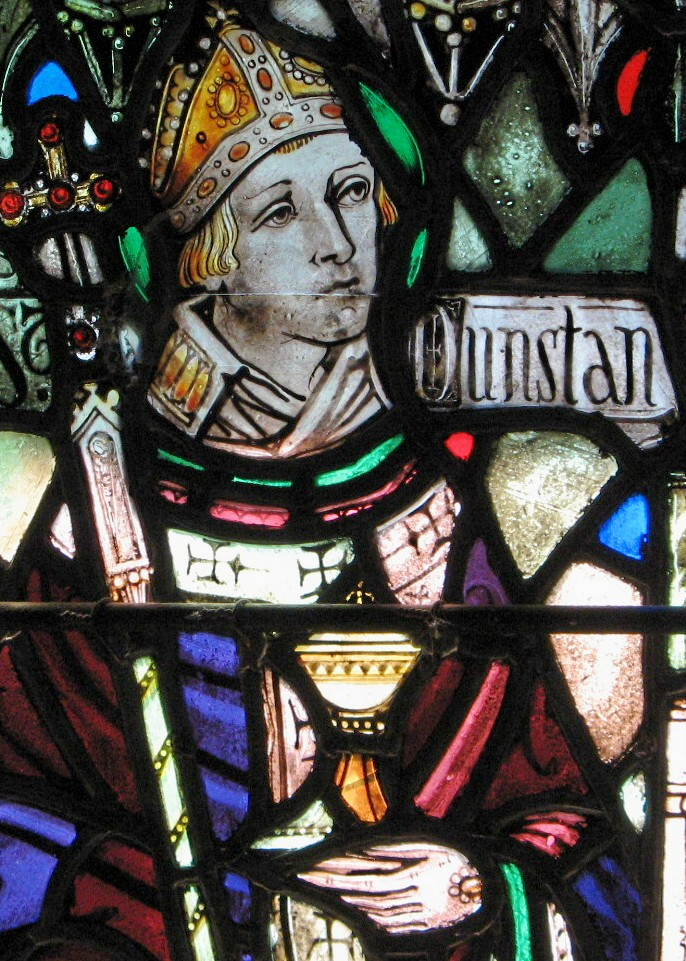

둔스타누스(라틴어: Dunstanus: 909년~988년)은 잉글랜드 웨섹스 왕가 소년 왕 시대에 7명의 왕들을 모시며 권력을 휘둘렀던 사제이다.

## 성격
둔스타누스는 영리한 사제였으나, 약간 광기가 있었고, 자존심이 무척 강했으며, 성품이 잔인했다고 기록되어 있다.

## 생애

### 어린 시절
둔스타누스는 909년에 태어났다. 그는 어릴 적 열병을 앓았는데, 어느 날 밤 침대에서 일어나 글래스턴베리 수도원 주변을 서성거렸다. 당시 수도원에서는 보수 공사가 한창이어서 주변에 설치된 비계(높은 곳에서 공사할 수 있도록 임시로 설치한 가설물)에 걸려 목이 부러질 수도 있었지만, 그는 놀랍게도 털끝 하나 다치지 않았다.
그는 저절로 음악이 연주되는 하프도 만들었는데, 사람들은 그 하프가 신화에 나오는 에올리언 하프와 비슷하다고 생각했다.

### 애설스탠 시절
그가 애설스탠 왕의 총애를 받자 그를 시기하는 사람들이 생겨났고, 그를 납치해 두들겨 팬 다음 늪에 던져버렸다. 그는 간신히 늪에서 빠져나올 수 있었다.

### 대장간에서 일한 시절
당시 성직자들은 여러 학문을 공부하였다. 둔스타누스는 그 중에서도 가장 영리했다. 그는 수도실의 대장간에서 일했는데, 하루는 악마가 작은 창으로 들여다보면서 게으름도 피우면서 사는 게 어떻냐고 말하자 둔스타누스는 불집게로 악마의 코를 꽉 잡았고, 악마는 크게 비명을 질렀다. 이 말을 들은 사람들은 그를 성자로 여겼고, 그것이 그에게는 권력이 될 수 있었다.

### 에드레드 시절
둔스타누스는 이 시절 재무상을 지냈는데, 후에 에드위가 이 사실을 이용해 그를 벨기에로 쫓아낸다.

### 에드위 시절
당시 그는 글래스턴배리 수도원의 수도원장으로 있었다. 에드위의 즉위식이 있던 날 에드위는 연회장을 조용히 빠져나가 왕비 엘기버에게 가 있었다. 그러자 둔스타누스는 노발대발하며 에드위를 연회장으로 끌고 갔다. 둔스타누스는 실연을 당한 뒤부터 사랑에 관한 모든 것을 증오하게 된 것이다. 여기에 모욕감을 느낀 에드위는 둔스타누스에게 선왕의 재물을 횡령했다는 죄목을 뒤집어씌웠고 둔스타누스는 벨기에로 피신했다. 그리고 글래스턴배리 수도원의 사제에는 결혼한 사제가 임명되었다.
그러자 둔스타누스는 재빨리 데인족 친구 오도와 공모해서 에드위의 동생 에드거를 왕으로 추대했다. 그리고 엘기버 왕비를 납치하여 아일랜드에 노예로 팔았다. 아일랜드인들은 엘기버를 불쌍히 여겨 다시 돌려보냈다. 하지만 왕비는 글로스터로 가던 길에 둔스타누스와 오도에 의해 암살당했다. 이 소식을 들은 에드위는 충격이 커 숨을 거두고 말았다.

### 에드거 시절
둔스타누스는 결혼한 성직자들을 모두 쫓아내고 그 자리를 자기처럼 독신인 사람들로 채웠다. 그리고 자기 스스로 캔터배리 대주교 자리에 올랐다.
둔스타누스와 오도는 에드거가 다루기 쉽다고 판단하고 그를 왕위에 올렸지만, 에드거는 낭비벽이 심하고 음탕하며 포악한 인물이었다. 그는 젊은 여인을 강제로 납치한 일도 있었다. 둔스타누스는 에드거에게 앞으로 7년간 왕관을 쓰지 말 것을 지시했고, 무거운 처벌은 아니었지만 이것은 에드거의 자존심을 건드리고 그의 마음에 앙금을 남겼다.
엘프리다를 왕비로 맞아들인지 7년 정도가 지나 에드거는 사망했고 둔스타누스가 무척이나 공들여서 가꾼 글러스턴배리 수도원에 안장되었다.

### 순교왕 에드워드 시절
에드거가 죽자,  엘프리다는 자신의 아들 애설레드를 왕위에 올리고 싶어했지만, 둔스타누스는 애설레드의 이복형인 에드워드를 왕위에 올린다.

### 애설레드 시절
순교왕 에드워드가 계모 엘프리다에 의해 암살당하자 둔스타누스는 에드거가 윌턴 수녀원에서 납치한 여인에게서 얻은 딸 에디스를 여왕으로 세우려고 했다. 그러나 에디스는 수녀원을 떠나려 하지 않았고 둔스타누스는 어쩔 수 없이 애설레드를 왕위에 올리고 '준비 안 된 왕(the unready)'라는 별칭을 붙인다.
한번은 사제의 결혼 문제가 거론이 되었는데, 사제들이 열띤 토론을 벌이던 중에 십자가상에서 둔스타누스의 의견을 따르지 않으면 벌을 내리겠다고 하는 소리가 들려왔다. 둔스타누스가 미리 누군가를 시켜 그런 목소리를 내게 했던 것이다. 얼마 지나지 않아 똑같은 문제로 토론을 다시 벌였는데, 둔스타누스가 '주님께 의지하오니 심판을 내려주소서!'라고 말하더니 둔스타누스의 반대파들이 있는 쪽의 바닥이 꺼지면서 여러명이 죽고 다쳤다. 이도 역시 둔스타누스가 미리 지시를 내려 바닥을 약하게 한 것이 틀림없다.

### 사망
애설레드 재위 10년인 988년 그는 사망했다. 그가 죽자 수도사들은 그를 성인으로 추대해서 '성 둔스타누스'이라고 불렀다.

## 참고
<찰스 디킨스의 영국사 산책>찰스 디킨스 저/민청기, 김희주 옮김